# Герб Пружан
Герб Пружан — офіційний геральдичний символ міста Пружани, центр Пружанського району Берестейської області Білорусі.